# كوريتا سكوت كينغ
 كوريتا سكوت كينغ  (بالإنجليزية: Coretta Scott King) (27 أبريل 1927 - 30 يناير 2006) كاتبة، ناشطة وزعيم حقوق مدنية أمريكية. أرملة مارتن لوثر كنغ الابن وأحد قادة حركة الحقوق المدنية الأميركيين الأفارقة في 1960.
لعبت كوريتا سكوت كينغ دورا بارزا في السنوات التي تلت اغتيال زوجها 1968 في ممفيس، عندما قادة النضال من أجل المساواة العرقية وأصبحت ناشطة في الحركة النسائية وحقوق المثليين . تابعت كوريتا مهمته وأنشأت مركز مارتن لوثر كينغ للتغيير الاجتماعي السلمي في اتلانتا التي دفن فيها زوجها.
ولدت كويتا كينغ في ألاباما (جنوب) عام 1927 في فترة تفشي التمييز العرقي، واقترنت بمارتن لوثر كينغ عام 1953، وناضلت بنشاط في ظل من سيصبح الرمز التاريخي للنضال ضد التمييز العرقي في الولايات المتحدة.
نجحت كينغ عندما وقّع الرئيس الأمريكي رونالد ريغان في 2 نوفمبر من سنة 1983 قرار اعتماد يوم مارتن لوثر كينغ الابن السنويّ، ووسّعت من نطاق اهتماماتها الحقوقيّة لتشمل أعمالاً في الدعوة لمنح الولايات المتّحدة المثليّين والمثليّات وثنائيّي التوجّه الجنسي والمتحوّلين جنسيّاً حقوقهم، ومعارضة الفصل العنصري. أصبحت كوريتا كينغ صديقةً للكثير من السياسيّين قبل وفاة مارتن لوثر كينغ وبعدها، وكان من بين أصداقائها كلّ من جون فيتزجيرالد كينيدي، وليندون بينز جونسون، وروبرت فرانسيس كينيدي. كان لمكالمتها الهاتفيّة التي أجرتها خلال الانتخابات الرئاسيّة لعام 1960 مع جون كينيدي الفضل في حشد الناخبين الأمريكيّين، وذلك حسب العديد من المؤرّخين.
أُصيبت كوريتا كينغ في شهر أغسطس من عام 2005 بجلطة أصابت جانبها الأيمن بالشلل، ومنعتها من الكلام، توفّيت بعد خمسة أشهر من هذه الحادثة نتيجة فشل في الجهاز التنفسي، بسبب المضاعفات التي نتجت عن الإصابة بسرطان المبايض. حضر جنازة كينغ ما يقارب 10 آلاف شخص، من بينهم أربعة من الرؤساء الأحياء للولايات المتّحدة، دُفِنت بشكلٍ مؤقّت في أرض مركز كينغ إلى أن نُقلت لتدفن بجوار زوجها. تقلّدت كينغ مكانها في قاعة ألاباما لمشاهير النساء، وكانت أوّل امرأة أمريكية من أصلٍ أفريقي تتقلّد مكاناً في مبنى ولاية جورجيا. يُشار إلى كوريتا كينغ باسم «السيدة الأولى لحركة الحقوق المدنية». 

## الطفولة والتعليم
وُلدت كوريتا سكوت في ولاية ألاباما، وكانت الابنة الثالثة بين أربعة أبناء لأوباديا سكوت (من مواليد عام 1899 المتوفى في عام 1998) وبرنيس ماكموري سكوت (من مواليد 1904، المتوفاة عام 1996)، ولدت في منزل عائلتها الذي سكنته جدّتها الكبرى ديليا سكوت المستعبدة السابقة التي كانت تعمل رئيسة للقابلات. عُرفت والدة كوريتا بمواهبها الموسيقية وصوتها الغنائيّ. التحقت والدة كوريتا «برنيس» عندما كانت طفلة بمدرسة كروسرودز المحلّيّة، ولم تكمل تعليمها بعد الصف الرابع الابتدائي، بالمقابل التحق إخوة برنيس الأكبر سنّاً بالمدرسة الداخليّة التابعة لمعهد توسكيجي -الذي أُنشأه بوكر تي واشنطن. عملت السيّدة سكوت سائقة لحافلة مدرسيّة، وعازفة بيانو في الكنيسة وفي المشاريع التجاريّة الخاصّة بزوجها، عملت سكوت أيضاً مدبّرةً مؤهَّلة في الفرع المحلي للملحق الماسوني الذي يُعرف باسم «إسترن ستار»، كانت أيضاً أحد الأعضاء في النادي المحلّي الاتّحاديّ لمحو الأمّيّة.
كان والد كوريتا «أوبي» واحداً من أوائل السود الذين امتلكوا سيّارة في بلدته. عمل قبل البدء بأعماله التجارية الخاصة شرطيّاً أدار بالتعاون مع زوجته متجر ملابس بعيد عن منزله، ثمّ افتتح لاحقاً متجراً عامّاً. امتلك أوبي أيضا منشرة للخشب لكنها تعرّضت للحرق من قبل جيرانه البيض بعد أن رفض أن يقرضها لأحد الحطّابين البيض. كان لكلا جدّي كوريتا من ناحية أمّها، وهما مولي (الآنسة سميث قبل الزواج، من مواليد سنة 1868)، ومارتن فان بورن ماكموري (من مواليد 1863 المتوفى في عام 1950)، أصولاً أفريقيّة وإيرلنديّة. ولدت مولي عبدة لملّاك المزارع جيم بلاكبيرن وأدلين (بلاكبيرن) سميث، أمّا جدّ كوريتا من ناحية أمّها «مارتن فان بورن ماكموري»، فقد ولد لعبدة تعود أصولها إلى سكان أمريكا الأصليّين السود، اغتصبها السيّد الأبيض صاحب المزرعة ولم يعترف بابنه مارتن الذي أنجبته، لكنّه امتلك في نهاية الأمر مزرعة مساحتها 280 فدّاناً. بدا مارتن أبيض اللون بسبب أصوله المتنوّعة. ولكنّه –وبالرّغم من ذلك- رفض فكرة العبور إلى العرق الأبيض. اشتهر مارتن بصفته قارئاً متعلّمًا مستقلاً، إذ تلقى تعليماً رسميّاً محدوداً، وقد كان محفّزاً لشغف حفيدته كوريتا في التعليم. أمّا جدّا كوريتا من ناحية أبيها فهما كورا (الآنسة ماكلولين قبل الزواج) (من مواليد عام 1876، المتوفاة في عام 1920)، وجيفرسون إف سكوت (من مواليد عام 1873 المتوفى في عام 1941). توفّيت الجدّة كورا قبل ولادة كوريتا، بينما كان الجدّ جيفرسون سكوت مزارعاً وشخصيّةً بارزةً في المجتمع الديني الريفي الأسود. وُلد جيفرسون لعبدين سابقين هما ويليس وديليا سكوت.
عملت كوريتا عندما كانت في سنّ العاشرة بهدف زيادة دخل الأسرة. كان لدى كوريتا ثلاث أشقاء هم، إديث سكوت باغلي (ولدت في 1924 المتوفاة في 2011)، ويونيس التي توفّيت بعمر الطفولة، وكان شقيقها الأصغر سنّاً يحمل اسم أوباديا ليونارد (وُلد في عام 1930 وتوفّي في عام 2012). كانت كوريتا تنحدر بشكلٍ جزئي لجماعات المندي المنتشرة في سيراليون، وذلك وفقاً لفحص الدي إن إيه. كانت عائلة سكوت تمتلك مزرعة منذ الحرب العالمية الثانية، لكنّها لم تكن عائلة ثريّة بشكلٍ واضح. عمل أطفال عائلة سكوت في فترة الكساد الكبير بقطف القطن بهدف كسب المزيد من المال، واضطّروا للنوم في غرفة واحدة مع آبائهم.
وصفت كوريتا نفسها بأنّها كانت مسترجلة أثناء فترة طفولتها، ويرجع ذلك بالدرجة الأولى إلى أنّها كانت تتسلّق الأشجار  واعتادت أن تصارع الصبيان. ذكرت أيضاً أنّها كانت أقوى من ابن عمّها الذي هدّدته قبل أن تجرحه –عن غير قصد- بواسطة فأس كانت تحمله. دفعها تهديد والدة الصبي، بالإضافة إلى أحاديث أخوتها، إلى أن تصبح أكثر أنوثة في فترة نضوجها. رأت كوريتا مفارقةً في حقيقة أنّه وعلى الرغم من هذه الأنشطة البدنيّة المبكّرة، كانت ما تزال مُقحمةً في العديد من التصرّفات غير العُنفيّة. كان أخوها أوباديا مؤمناً بأنّ كوريتا كانت «تحاول دائماً التفوّق في كلّ ما تفعله» أمّا شقيقتها إديث، فقد كانت ترى في شخصيّة كوريتا شخصيّة شبيهة بجدّتها كورا ماكلولين سكوت، التي حملت اسمها فيما بعد. بالرغم من افتقار والد كوريتا ووالدتها للتعليم الرسمي، أرادا من جميع أبنائهما أن يتلقَّوا التعليم المناسب، إذ نقلت كوريتا عن والدتها قولها: «سيذهب أطفالي إلى الجامعة، حتّى ولو لم يبقَ لي سوى لباس واحد أرتديه بقية عمري».
التحق أطفال عائلة سكوت بمدرسة ابتدائيّة مؤلّفة من غرفة واحدة تقع على بعد 5 أميال (8 كيلو متر) من منزلهم، حتّى اضطرّوا في وقت لاحق للالتحاق بمدرسة لنكولن التي كانت تبعد عن منزلهم مسافة 9 أميال (14 كم)، المدرسة التي كانت أقرب ثانويّة خاصّة بسمر البشرة، وذلك بسبب نظام الفصل العنصريّ الذي كان قائماً في المدارس. كانت والدة كوريتا «بيرنس» سائقة باص المدرسة الذي نقل جميع مراهقي المنطقة من أصحاب البشرة السوداء. في الفترة التي التحقت فيها سكوت بالمدرسة، كانت مدرسة لينكولن قد علّقت الرسوم الدراسيّة، وكانت تتقاضى أربعة دولارات وخمسين سنتاً سنويّاً فقط. أصبحت كوريتا في السنتين الأخيرتين لها في تلك المدرسة، مغنّية السوبرانو الرئيسيّة في الجوقة الرفيعة. أدارت سكوت جوقةً في كنيسة منزلها في منطقة نورث بيري الريفيّة في ولاية أوهايو. تخرّجت كوريتا سكوت في عام 1945 من مدرسة لينكولن طالبةً متفوّقة، إذ كانت تعزف على البوق وعلى البيانو، وكانت تغنّي في جوقة المدرسة، وشاركت في العديد من المسرحيّات الموسيقية، وتقدّمت خلال سنتها الأخيرة في المدرسة الثانويّة بطلب للالتحاق بكلية أنطاكيا في بلدة يلو سبرينغز في ولاية أوهايو. تقدمت كوريتا بعد حصولها على القبول من كلّيّة أنطاكيا بطلبٍ للحصول على منحة من صندوق المنح الدراسية العابر للأعراق. عاشت كوريتا خلال العامين الأخيرين من المدرسة الثانويّة مع والديها.

## معهد نيو إنجلاند العالي للموسيقى ومارتن لوثر كينغ الابن
انتقلت كوريتا من أنطاكيا إلى بوسطن بعد حصولها على منحة من معهد نيو إنجلاند العالي للموسيقى. التقت كوريتا بمارتن لوثر كينغ عندما كانت تغني في المدرسة برفقة ماري سنديليوس. بعدها أعطت ماري باويل رقم كوريتا إلى مارتن لكونها صديقة مشتركة بينهما. كانت كوريتا آخر من تبقى بعد أن أعطت باويل لمارتن اسم فتاتين ولم يُعجب بالأخرى. لم تُبدِ سكوت اهتمامها بلقائه، حتى بعد أن أخبرتها باويل بامتلاكه مستقبلًا واعدًا، إلى أن تراجعت في قرارها أخيرًا ووافقت على اللقاء. اتصل بها كينغ على الهاتف، وعند لقاء الاثنين سويًا تفاجأت سكوت بمدى قصر طول كينغ. أخبرها كينغ بأنها تمتلك جميع الصفات التي يرغب برؤيتها في زوجته، وهذا ما استهجنته سكوت لكونهما التقيا توًا. قالت له: «لا أتخيل كيف يمكنك قول ذلك، أنت لا تعرفني حتى». لكن كينغ كان متأكدًا من كلامه وطلب رؤيتها مجددًا، وقبلت رؤيته في حفلة نهاية الأسبوع.
استمرت برؤيته بشكل منتظم خلال الشهور الأولى من عام 1952. بعد أسبوع من لقائه سكوت، كتب كينغ إلى أمه يخبرها بأنه التقى بالفتاة التي ستصبح زوجته. عادةً ما تضمنت أحاديثهم نقاشات سياسية وعرقية، وفي شهر أغسطس من نفس العام التقت كوريتا بوالدي كينغ، مارتن لوثر كينغ سينيور وألبيرتا وليامز كينغ. قبل لقائها مارتن، مرّت كوريتا بالعديد من العلاقات خلال فترة دراستها، اكنها لم ترغب بالمُضي فيها أكثر. عند لقائها بشقيقتها إديث وجهًا لوجه، أفصحت لها كوريتا بمشاعرها تجاه الشاب الطموح وناقشتها بخصوص علاقتها به. أدركت إديث بامتلاك أختها مشاعر صادقة تجاه الشاب، وأُعجبت بسلوكه.
على الرغم من رؤية كوريتا لمستقبلها في مجال الموسيقى، لكنها علمت بعدم قدرتها على الإكمال في هذا الطريق إذا ما تزوجت مارتن لوثر كينغ. ولكن عندما أحست بامتلاك كينغ العديد من المواصفات التي تحب وجودها في الرجل، وجدت كوريتا نفسها مغرمة بكل لحظة تعيشها. عندما سألتها أختها ما الذي يجعلك ترين مارتن «جذّابًا»، أجابتها: «أظن بأن مارتن كثيرًا ما يذكرني بأبي». في تلك اللحظة عرفت أختها بأن كينغ هو الرجل المطلوب.
لدى زيارة والدي كينغ له في الصيف، انتابتهم بعض الشكوك تجاه كوريتا لما رأوه من نظافة شقة ابنهم. بعد تناول عائلة كينغ الغداء وشربهم الشاي بصحبة ابنهم وسكوت، حول السيد كينغ انتباهه إلى سكوت ولمّح لها بأن مهنتها في مجال الموسيقى لا تناسبها كزوجة كاهن مسيحي. بعد عدم إجابة كوريتا لسؤال الأب حول طبيعة العاطفة بينها وبين ابنه، سألها مارتن الأب في ما إذا كانت تأخذ العلاقة على محمل الجد. أخبرها الأب أيضًا بأن ابنهم كان في باله نساء أخريات وأن لديه الكثير ليقدمه. بعد ردها عليه بأنها أيضًا تمتلك الكثير لتقدمه، ذهب الأب برفقة زوجته للقاء أفراد من عائلة كوريتا. حالما حصل الاثنان على رقم إديث أختها، جلسا معًا يتناولان العشاء، حينها سألها الأب عن علاقة أختها بابنه. شدّدت إيديث على حسن اختيار مارتن لكوريتا، وأوضحت له بأن أختها لا تحتاج إلى المساومة من أجل الزواج.
في عيد حب عام 1953، أعلن الزوج عن نيتهما بالزواج في صحيفة «أتلانتا ديلي ورلد». مع تحديدهما لموعد الزفاف في شهر يونيو، أي بعد أربعة أشهر من ذلك التاريخ، لم تشعر كوريتا بنيتها في الزواج من كينغ، واستشارت أختها برسالة أرسلتها إليها قبل عطلة عيد الفصح. عبّر والد كينغ عن استياءه من اختيار ابنه لكوريتا بدلًا من فتاة أخرى من ولاية آلاباما، وادعى أن ابنه يقضي بصحبتها وقتًا طويلًا على حساب دروسه. أخذ مارتن أمه إلى غرفة أخرى وأخبرها نيته الزواج بكوريتا، وعاد ليقول لها نفس الكلام بعد أن أوصلها إلى المنزل وعاتبها لعدم محاولتها تغيير انطباع والده. لدى إفصاح مارتن عن نيته بنيل الدكتوراه ومن بعدها الزواج بكوريتا، بارك والده زواجه بها. في عام 1964، وضمن ملف مارتن لوثر كينع الابن ضمن مجلة التايم، اختير ليكون شخصية العام، وأشارت المجلة إلى زوجته بكونها «سوبرانو شابّة موهوبة». كانت أيضًا عضوة في جمعية ألفا كابا ألفا النسائية.
تزوج مارتن لوثر كينع بكوريتا سكوت في 18 يونيو عام 1953، وأقاموا زفافهما في حديقة منزل والدتها؛ أدّى كينغ الأب مراسم الاحتفال، وتعهدت كوريتا بطاعة زوجها الذي لم يكن حاضرًا، وهو ما كان غير مألوف في وقتها. بعد حصولها على إجازة في الغناء والعزف على البيانو من معهد نيو إنجلاند، انتقلت برفقة زوجها إلى مونتغومري في ولاية ألاباما في شهر سبتمبر عام 1954. تقول السيدة كينغ: «انتقلنا بعد زواجنا إلى مونتغومري في ألاباما، حيث وافق زوجها على دعوة ليكون قسيسًا في كنيسة ديكستر المعمدانية. سرعان ما وجدنا أنفسنا وسط حملة مونتغومري لمقاطعة الحافلات، وانتخب مارتن ليقود حركة الاحتجاج. مع استمرار المقاطعة، شعرت بانتمائي لما هو أسمى مني، شيء سيترك بصمته الخاصة في التاريخ. أدرك بأن قدرنا كان التوغل في الطليعة لتحرير الناس المضطهدين، ليس فقط في مونتغومري، وإنما في كل الدولة، وستحمل هذه الحركة انطباعات على مستوى العالم. شعرت بالفخر لاختياري خدمة هدف تاريخي نبيل».

## حركة الحقوق المدنية
في 1 سبتمبر عام 1954، أصبح مارتن لوثر كينغ الابن يعمل قسيسًا بدوام كامل في كنيسة ديكستر المعمدانية. هذا ما كان تضحية بالنسبة لكوريتا التي اضطرت للتخلي عن أحلامها بأن تصبح مغنية كلاسيكية. أصبح تخليها عن طموحاتها لصالح القضية رمزًا احتذت به النساء الأمريكيات من أصل أفريقي ضمن الحركة. انتقل الزوجان إلى منزلهما التابع للكنيسة والواقع في شارع ساوث جاكسون بعد فترة قصيرة من ذلك. أصبحت كوريتا عضوًا في جوقة الكنيسة، وعلّمت في مدرسة يوم الأحد، إضافة لانتسابها إلى الاتحاد المعمداني للتدريب وجمعية التبشير النسائية. قدمت أول ظهور لها في الكنيسة المعمدانية الأولى في 6 مارس عام 1955.
أنجب الأبوان طفلتهما الأولى يولاندا في 17 نوفمبر عام 1955، والتي اختارت كوريتا لها اسمها وأصبحت بعدها مصدر اهتمام الكنيسة. بعد انشغال زوجها في مقاطعة حافلات مونتغومري، تلقت كينغ تهديدات طالت زوجها. في شهر يناير من عام 1956، تلقت كينغ اتصالات هاتفية تهدد حياة زوجها، وهدفت الشائعات إلى زعزعة ثقة الأمريكيين من أصل أفريقي بمارتن لوثر كينغ عبر نشر شائعات تقول بشرائه سيارة عائلية لها. اعتاد الزوج أن يطلق على زوجته الاسم المستعار «يوكي»، فكان يناديها بغير اسمها. مع انتهاء المقاطعة، آمن السيد والسيدة كينغ باحتجاجات اللاعنف كوسيلة للتعبير بما يتفق مع تعاليم الكتاب المقدس. بعد يومين من دمج خدمة الحافلات في مونتغمري، في 23 ديسمبر، اخترقت طلقة الباب لمنزلة عائلة كينغ بينما كانوا جميعهم نائمين. لم يصب أحد منهم بأذى. في ليلة الميلاد عام 1995، أوصلت السيدة كينغ ابنتها إلى منزل والديها والتقت بأخوتها أيضًا. كانت يولندا أول حفيدة لهم. انضم إليهم الزوج في اليوم التالي في وقت العشاء.

## روابط خارجية
- كوريتا سكوت كينغ على موقع IMDb (الإنجليزية)
- كوريتا سكوت كينغ على موقع الموسوعة البريطانية (الإنجليزية)
- كوريتا سكوت كينغ على موقع مونزينجر (الألمانية)
- كوريتا سكوت كينغ على موقع ميوزك برينز (الإنجليزية)
- كوريتا سكوت كينغ على موقع قاعدة بيانات برودواي على الإنترنت (الإنجليزية)
- كوريتا سكوت كينغ على موقع إن إن دي بي (الإنجليزية)
- كوريتا سكوت كينغ على موقع قاعدة بيانات الفيلم (الإنجليزية)
- كوريتا سكوت كينغ على موقع كينوبويسك (الروسية)